# Iryanthera tessmannii
Iryanthera tessmannii là một loài thực vật có hoa trong họ Myristicaceae. Loài này được Markgr. mô tả khoa học đầu tiên năm 1928.